# Лука Јевтовић
Лука Јевтовић (Београд, 31. октобар 1988) српски је спортски новинар. Запослен је на Радио-телевизији Србије као  новинар Интернет портала Радио-телевизије Србије.

## Биографија
Лука Јевтовић је рођен у Београду, а одрастао у Земуну. Завршио је Филолошку гимназију, након чега одлази у Америку где је студирао журналистику. Бави се фудбалским новинарством, анализирањем фудбалских утакмица. Пажњу јавности скренуо је прилозима у емисији Руска бајка на Радио-телевизији Србије, током Светског првенства у фудбалу 2018.
Током 2022. године постао је део стручног штаба Партизана. Јевтовић је пре Партизана радио и у БАТЕ Борисову и Вождовцу.
Покушао је да се оствари и као фудбалер: млађе категорије Земуна, у новобеоградском Радничком, у Милутинцу, Јединству са Уба и Радничком из Нове Пазове. Одлази на студије у Америку па није успео да се докаже као фудбалер.

## Бисер пустиње
У емисији Бисер пустиње која је посвећена 22. Светском првенству у фудбалу и која ће се емитовати у периоду од 20. новембра до 18. децембра на РТС-у, Јевтовић је аналитичар утакмица. Садржај емисије Бисер пустиње током трајања светског првенства у фудбалу биће изјаве тренера и играча, извештаји и укључења репортера из Дохе, анализе у студију са бројним гостима из света фудбала и јавног живота, најаве наредних утакмица и занимљивости из Катара, а виртуелни ефекти и технолошки новитети допринеће бољем праћењу првенства.

## Приватно
Лукин млађи брат, Марко Јевтовић је фудбалер Партизана који игра на позицији везног играча.